# Burum
Burum (en frison : Boerum) est un village de la commune néerlandaise de Noardeast-Fryslân, situé dans la province de Frise.

## Géographie
Le village est situé à 16 km au sud-est de Dokkum, à la limite avec la province de Groningue.

## Histoire
Burum fait partie de la commune de Kollumerland en Nieuwkruisland avant le 1er janvier 2019, où celle-ci est supprimée et fusionnée avec Dongeradeel et Ferwerderadiel pour former la nouvelle commune de Noardeast-Fryslân.

## Démographie
Le 1er janvier 2018, le village comptait 585 habitants.

## Station de surveillance

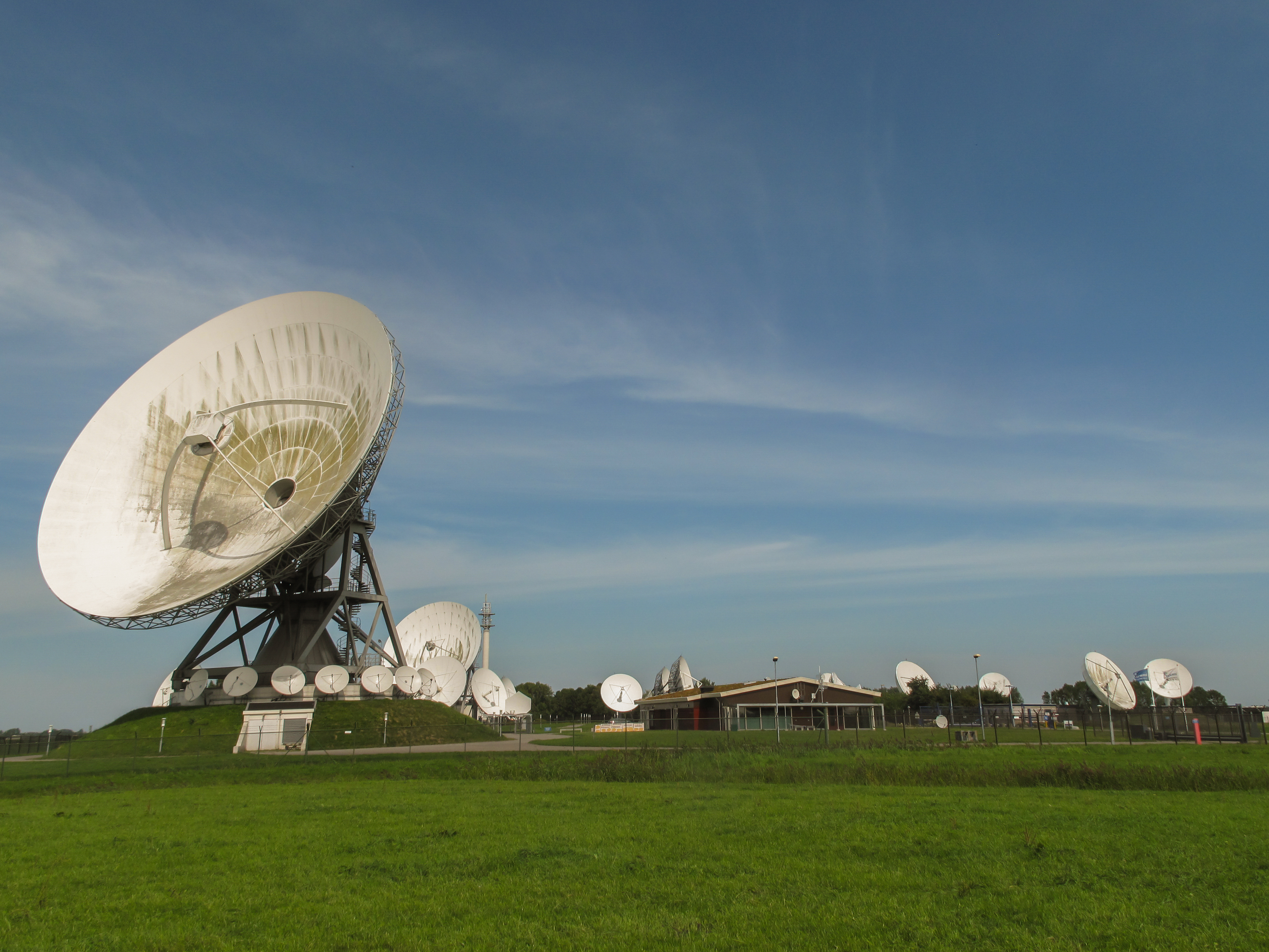
Station de la NSO.

Une station de renseignement d'origine électromagnétique est installée près du village. Appartenant à l'organisation NSO dépendant du ministère néerlandais de la Défense, elle est chargée d'intercepter les communications par satellite.